# Синдром Балинта
Синдром Балинта — комплекс тяжёлых и разрушительных нейропсихологических нарушений, включающий неспособность фиксировать взгляд на одном объекте (глазодвигательная апраксия), неспособность воспринимать поле зрения целиком (симултанагнозия) и оптическую атаксию. Впервые описан австро-венгерским врачом Режё Балинтом в 1909 году, но по состоянию на 2020-е годы до конца не изучен.
Чаще всего синдром проявляется после одного или нескольких серьёзных ударов в области одного из полушарий. Из-за такой специфики появления синдром является достаточно редким явлением. Некоторые исследователи считают, что синдром может быть вызван внезапной и тяжёлой гипотензией, которая приводит к двустороннему инфаркту пограничной зоны в затылочно-теменной области. Иногда синдром может быть обнаружен у людей с болезнью Альцгеймера и других дегенеративных заболеваниях, а также при черепно-мозговых травмах в теменной и затылочной областях.

## Симптомы
Симптомы синдрома влияют на зрительно-пространственные навыки, зрительное сканирование и другие механизмы зрительной системы. Вследствие своей тяжести и оказываемого на больного влияния является серьёзной инвалидностью, которая может угрожать здоровью пациента даже в домашней среде, делая его неспособным выполнять базовые вещи и поддерживать работу. Опасность также заключается и в том, что порою даже имеющий все симптомы пациент может не знать о заболевании до непосредственной реабилитации. Даже сама природа симптома препятствует прогрессу в изучении данного заболевания и его диагностирования. Необходимо провести гораздо больше исследований, чтобы разработать терапевтические протоколы, направленные на устранение симптомов Балинта как группы, поскольку инвалидность очень взаимосвязана.

### Симултанагнозия
Часть явлением при синдроме Балинта является то, что пациенты не способны воспринимать мир честно и структурно. Окружающая действительность видится им в несвязанных отрывках.
Пространственное расстройство визуального внимания, которое упоминается как сужение гештальт-окна человека (его визуального окна внимания). Симултанагнозия — это глубокий дефицит зрения, ухудшающий возможность воспринимать несколько объектов в один момент. Таким образом, человек теряет способность распознавать несколько объектов в один момент, сохраняя при этом способность концентрировать внимание на одном предмете.

### Глазодвигательная апраксия
Невозможность произвольно управлять движениями глаз. Пациент не способен контролировать движения глаз. Сам первооткрыватель синдрома назвал это состояние «психическим параличом».
Вид невозможности нормально управлять движениями глаз, пациенты вынуждены поворачивать голову для фокусировки на различных объектах.

### Атаксия зрительного нерва
Характеризуется нарушением визуального контроля и неспособностью адекватно управлять рукой для взаимодействия с объектами, находящимися в визуальном поле. Атаксия зрительного нерва не может быть объяснена двигательными нарушениями, дефицитом поля зрения или дефицитом остроты зрения. Атаксия зрительного нерва, открытая Балинтом, также известна как дисметрия. Пациенты с синдромом Балинта не могут адекватно взаимодействовать с предметами ввиду нарушения зрительных способностей и ориентации в пространстве.

## Диагностирование
Синдром Балинта является редким заболеванием, в результате чего его диагностирование затруднено. Чаще всего врачи путают его со слепотой, психозом и слабоумием. Тем не менее, любое нарушение пространственного восприятия как либо связано с синдромом Балинта и должно рассматриваться в связке с ним.

## Лечение
С момента открытия данного заболевания медицина несильно близко подошла к открытию эффективного способа его лечения.
На данный момент основным способом лучения синдрома является реабилитация пациентов. В основном применяют подход, ориентированный на трудотерапию, как в классических вариантах, так и в более современных. Полного выздоровления пока что зарегистрировано за всю историю изучения заболевания не было, хотя имелись случаи частичного выздоровления.